# Scutul internazal

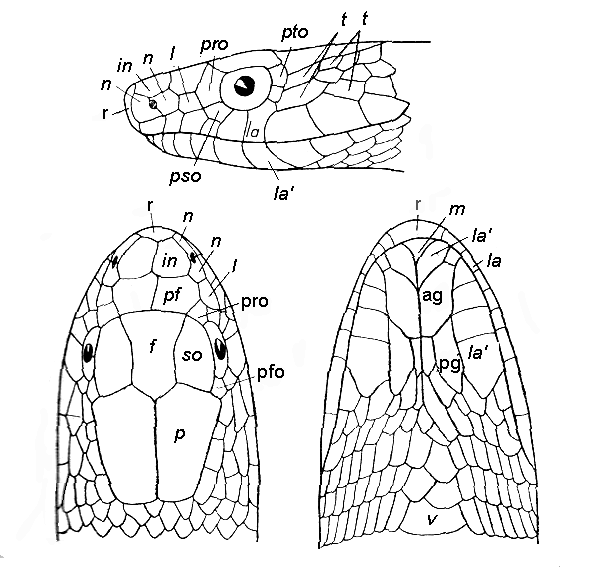
Terminologia scuturilor capului la șarpele Coluber ventromaculatus (după Malcolm A. Smith, 1943). Sus – aspect lateral, jos, în stânga – aspect dorsal, jos, în dreapta - aspect ventral
ag – Inframaxilar anterior,
f – Frontal,
in – Internazal,
l – Loreal,
la – Supralabial,
la' – Sublabial,
m – Mental,
n – Nazal,
p – Parietal,
pf – Prefrontal,
pg – Inframaxilar posterior,
pro – Preocular,
pso – Subocular,
pto – Postocular,
r – Rostral,
so – Supraocular,
t – Temporal,
v – Primul ventral

Scuturile internazale (Scutum internasale, pl. Scuta internasalia) sau internazalele sunt solzi mari (sau plăci) în general perechi și simetrici la majoritatea șerpilor, cu excepția genurilor Hydraethiops și Prosymna, la care internazalul este unic și median. Internazalele sunt situate în partea anterioară a botului, între scuturile nazale și imediat în spatele scutului rostral. Ele separă cele două scuturi nazale și sunt vizibile pe partea superioară a capului. Excepțional, ca la Poecilopholis, internazalul este absent. Îndărătul scuturilor internazale se află 2 scuturi prefrontale. Internazalele pot fi îngustate în partea anterioară sau trunchiate.